# 페루저녁쥐
페루저녁쥐(Calomys sorellus)는 비단털쥐과에 속하는 남아메리카 설치류이다. 페루에서만 발견된다.